# Picea spinulosa
Picea spinulosa, la pícea de Sikkim, es una especie arbórea de la familia de las Pináceas. Esta pícea es originaria del Himalaya oriental, en Sikkim y Bután. Crece a altitudes de 2.400-3.700 m en bosques de coníferas mixtos.

## Descripción
Es un gran árbol siempreverde que crece hasta 40-55 m de alto (excepcionalmente hasta 65 m), y con un diámetro en el tronco de hasta 1-2,5 m. Tiene una corona cónica con ramas equilibradas y usualmente ramillas colgantes.
Las ramas son blanquecinas a pálido, y glabras (sin vellosidad). Las hojas son aciculares, de 1,7-3,2 cm de largo, delgadas, rómbicas a ligeramente aplanadas en corte, verde brillante en la parte superior, con dos bandas estomatales blanco azuladas conspicuas en la parte inferior. Los conos son cilindro-cónicos, de 6-12 cm de largo y 2 cm de ancho, verdes o teñidos de rojo cuando son juveniles, al madurar de un brillante pardo anaranjado y abriéndose hasta 3 cm de ancho, 5-7 meses después de la polinización; las escamas son moderadamente rígidas, con un ápice francamente apuntado.

## Usos
La pícea de Sikkim se cultiva ocasionalmente como un árbol ornamental en grandes jardines del oeste de Europa por sus atractivas ramas colgantes.

## Taxonomía
Picea spinulosa fue descrita por (Griff.) A.Henry y publicado en The Gardeners' Chronicle: a weekly illustrated journal of horticulture and allied subjects. ser. 3 39: 219, f. 84. 1906.
Etimología
Picea; nombre genérico que es tomado directamente del Latín pix = "brea", nombre clásico dado a un pino que producía esta sustancia
spinulosa: epíteto latíno que significa "con muchas pequeñas espinas".
Sinonimia
- Abies spinulosa Griff.
- Picea morindoides Rehder
- Pinus spinulosa (Griff.) Griff.[5]